# Маковиште
Маковиште је насеље у Србији у општини Косјерић у Златиборском округу. Према попису из 2022. било је 543 становника.

## Демографија
У насељу Маковиште живи 738 пунолетних становника, а просечна старост становништва износи 46,1 година (45,0 код мушкараца и 47,2 код жена). У насељу има 267 домаћинстава, а просечан број чланова по домаћинству је 3,34.
Ово насеље је великим делом насељено Србима (према попису из 2002. године).
|  |

| Демографија | Демографија | Демографија |
| Година      | Становника  | Становника  |
| ----------- | ----------- | ----------- |
| 1948.       | 1.379       |             |
| 1953.       | 1.524       |             |
| 1961.       | 1.465       |             |
| 1971.       | 1.370       |             |
| 1981.       | 1.226       |             |
| 1991.       | 1.046       | 1.038       |
| 2002.       | 893         | 898         |

| Етнички састав према попису из 2002.‍ | Етнички састав према попису из 2002.‍ | Етнички састав према попису из 2002.‍ | Етнички састав према попису из 2002.‍ | Етнички састав према попису из 2002.‍ |
| ------------------------------------ | ------------------------------------ | ------------------------------------ | ------------------------------------ | ------------------------------------ |
|                                      |                                      |                                      |                                      |                                      |
| Срби                                 | Срби                                 |                                      | 888                                  | 99,44%                               |
| непознато                            | непознато                            |                                      | 4                                    | 0,44%                                |

| Година пописа     | 1948. | 1953. | 1961. | 1971. | 1981. | 1991. | 2002. |
| ----------------- | ----- | ----- | ----- | ----- | ----- | ----- | ----- |
| Број домаћинстава | 236   | 273   | 299   | 304   | 309   | 291   | 267   |

| Број чланова      | 1  | 2  | 3  | 4  | 5  | 6  | 7  | 8 | 9 | 10 и више | Просек |
| ----------------- | -- | -- | -- | -- | -- | -- | -- | - | - | --------- | ------ |
| Број домаћинстава | 52 | 72 | 39 | 28 | 21 | 32 | 16 | 5 | 1 | 1         | 3,34   |

| Пол    | Укупно | Неожењен/Неудата | Ожењен/Удата | Удовац/Удовица | Разведен/Разведена | Непознато |
| ------ | ------ | ---------------- | ------------ | -------------- | ------------------ | --------- |
| Мушки  | 383    | 79               | 255          | 34             | 9                  | 6         |
| Женски | 385    | 34               | 256          | 85             | 7                  | 3         |
| УКУПНО | 768    | 113              | 511          | 119            | 16                 | 9         |

| Пол    | Укупно                    | Пољопривреда, лов и шумарство | Рибарство                            | Вађење руде и камена | Прерађивачка индустрија       |
| ------ | ------------------------- | ----------------------------- | ------------------------------------ | -------------------- | ----------------------------- |
| Мушки  | 245                       | 234                           | 0                                    | 0                    | 1                             |
| Женски | 169                       | 163                           | 0                                    | 0                    | 0                             |
| УКУПНО | 414                       | 397                           | 0                                    | 0                    | 1                             |
| Пол    | Производња и снабдевање   | Грађевинарство                | Трговина                             | Хотели и ресторани   | Саобраћај, складиштење и везе |
| Мушки  | 0                         | 2                             | 1                                    | 1                    | 1                             |
| Женски | 0                         | 0                             | 3                                    | 1                    | 1                             |
| УКУПНО | 0                         | 2                             | 4                                    | 2                    | 2                             |
| Пол    | Финансијско посредовање   | Некретнине                    | Државна управа и одбрана             | Образовање           | Здравствени и социјални рад   |
| Мушки  | 0                         | 0                             | 1                                    | 1                    | 0                             |
| Женски | 0                         | 0                             | 0                                    | 0                    | 0                             |
| УКУПНО | 0                         | 0                             | 1                                    | 1                    | 0                             |
| Пол    | Остале услужне активности | Приватна домаћинства          | Екстериторијалне организације и тела | Непознато            | Непознато                     |
| Мушки  | 0                         | 0                             | 0                                    | 3                    | 3                             |
| Женски | 0                         | 0                             | 0                                    | 1                    | 1                             |
| УКУПНО | 0                         | 0                             | 0                                    | 4                    | 4                             |